# Брессон (Изер)
Брессон (фр. Bresson) — коммуна во Франции, находится в регионе Рона — Альпы. Департамент коммуны — Изер. Входит в состав кантона Эшироль. Округ коммуны — Гренобль.
Код INSEE коммуны — 38057. Население коммуны на 2012 год составляло 686 человек. Населённый пункт находится на высоте от 228 до 533 метров над уровнем моря. Муниципалитет расположен на расстоянии около 490 км юго-восточнее Парижа, 100 км юго-восточнее Лиона, 6 км южнее Гренобля. Мэр коммуны — Michel Rebuffet, мандат действует на протяжении 2014—2020 гг.
Динамика населения (INSEE):